# جو سونگ-اوک
جو سونگ-اوک (انگلیسی: Jo Song-ok؛ زادهٔ ۱۸ مارس ۱۹۷۴) بازیکن فوتبال زن اهل کره شمالی بود.
وی همچنین در تیم ملی فوتبال زنان کره شمالی بازی کرده است.